# آرتش لينكس
آرتش لينكس (بالإنجليزية: Arch Linux) (ويختصر عادة إلى آرتش فقط) هي توزيعة لينكس مستوحاة من توزيعة كركس تهدف إلى تقديم نظام تشغيل بسيط وخفيف.
يعتمد على فكرة الإصدارات المتجددة، أي أن مكونات النظام يتم تحديثها بشكل مستمر، مما يجعله دائمًا محدثًا دون الحاجة لإعادة تثبيت إصدار أحدث. يستخدم النظام باكمان كمدير للحزم لتثبيت وتحديث البرامج، مع دعم الوصول إلى مستودع المستخدمين (AUR)، وهو مستودع يديره المجتمع لتوفير حزم غير متوفرة في المستودعات الرسمية.
وتتوفر موسوعة توثيق شاملة تُعرف باسم ارتش وكي، يديرها مجتمع المستخدمين، وتحتوي على شروحات تفصيلية لمعظم جوانب النظام.

## التاريخ
في مارس 2002، بدأ المطوّر جد فينيت العمل على توزيعة ارتش لينكس  مستوحًى من توزيعة مبسطة تُدعى CRUX. وقد اختار اسم "Arch"، لأنه أحب معنى الكلمة في اللغة الإنجليزية، والتي تعني أحيانًا "الرئيسي" أو "الأهم".
على سبيل المثال، في التعبير arch-enemy، تُستخدم كلمة "أرتش" لتدل على أن هذا العدو هو "العدو اللدود" أو "العدو الرئيسي"، أي الأقوى والأكثر أهمية بين الأعداء. هذا الاستخدام يضيف معنى القوة والأولوية على الكلمة التي تليه. لذلك، عند اختيار اسم "أرتش"، أراد جد فينيت أن يوحي بأن هذه التوزيعة لها مكانة أساسية وقوية في عالم أنظمة التشغيل، كما لو كانت "لينكس الرئيسي" أو "لينكس الأهم".
وقد تم إصدار الإصدار الرسمي الأول (Arch 0.1) في 11 مارس 2002. في أبريل 2006، صدرت أول نسخة تثبيتية تدعم معمارية 64-بت، بعد أن كانت التوزيعة تدعم في البداية فقط معالجات x86 (32-بت). في 1 أكتوبر 2007، تنحى جد فينيت من قيادة المشروع بسبب ضيق الوقت، وسلم إدارة المشروع إلى آرون غريفن.
في أغسطس 2012، بدأت توزيعة أرتش لينكس انتقالها إلى نظام سيستم دي كنظام init، والذي أصبح النظام الافتراضي في التثبيتات الجديدة بحلول أكتوبر 2012، مستبدلاً نظام SysV القديم في يناير 2017، أعلن الفريق عن إنهاء دعم معمارية i686 (32-بت)، وكانت نسخة فبراير 2017 ISO هي الأخيرة التي تتضمنها، وتم إيقاف دعمها رسميًا في نوفمبر 2017. وأبرز بديل لهذا الدعم هو المشروع المجتمعي ارتش لينكس 32.
في 24 فبراير 2020، أعلن آرون غريفن تسليم قيادة المشروع إلى ليفينتي بولاك بعد فترة تصويت، مع إضافة مدة سنتين لكل فترة قيادة. في مارس 2021، بدأ فريق تطوير أرتش لينكس التفكير في تحديث دعم المعمارية الخاصة بالنظام إلى نسخة أحدث تسمى x86_64-v3. هذه المعمارية الجديدة تدعم تعليمات وتقنيات أحدث موجودة في الجيل الرابع من معالجات إنتل المعروفة باسم Haswell، بالإضافة إلى الأجيال الأحدث بعدها.
ببساطة، هذا يعني أن النظام يخطط للاستفادة من قدرات وتحسينات المعالجات الأحدث لجعل البرامج تعمل بشكل أسرع وأكثر كفاءة، لكنه سيُقيد العمل على أجهزة قديمة لا تدعم هذه المعمارية. في أبريل 2021، أضاف فريق تطوير أرتش لينكس إلى ملفات تثبيت النظام برنامجًا صغيرًا يُسمى برنامج نصي تثبيت موجه.
هذا النص يساعد المستخدمين على تثبيت النظام خطوة بخطوة بشكل أسهل وأسرع، بدلًا من التثبيت اليدوي المعقد الذي كان يتطلب معرفة تقنية عميقة مما جعل العملية أكثر ودية للمستخدمين الجدد أو لمن يريد تثبيت سريع دون تعقيد. في أواخر عام 2021، تم إطلاق إصدار باكمان 6.0، الذي أضاف ميزة التنزيلات المتوازية للحزم. هذه الميزة تسمح بتحميل عدة حزم في نفس الوقت، مما يسرّع عملية التثبيت والتحديث بشكل ملحوظ.
في فبراير 2022، بدأ فريق تطوير أرتش لينكس رسميًا بتوفير حزم التصحيح للمستخدمين والمطورين. حزم التصحيح هي نسخ خاصة من البرامج تحتوي على معلومات إضافية تُساعد في تتبع الأخطاء وإصلاح المشاكل التقنية داخل البرامج. هذا يُسهّل على المطورين فهم سبب حدوث الأعطال أو المشاكل، ويُسرّع عملية تصحيحها. بإتاحة هذه الحزم رسميًا، أصبح من الأسهل للمستخدمين والمطورين تحليل الأعطال وتقديم تقارير دقيقة، مما يحسّن جودة النظام وتطبيقاته بشكل عام.
في سبتمبر 2024، دخلت شركة فالف في شراكة رسمية مع فريق أرتش لينكس لدعم تطوير بنية خدمات البناء وتوقيع الحزم بشكل آمن، خاصة مع توسع دعم نظام ستيم أو إس 3 المبني على أرتش.

### شعار التوزيعة
الشعار الحالي لتوزيعة أرتش لينكس  صمّمه ثاير ويليامز في عام 2007، وذلك ضمن مسابقة أُقيمت لاستبدال الشعار السابق.

## طريقة تثبيت ارتش لينكس

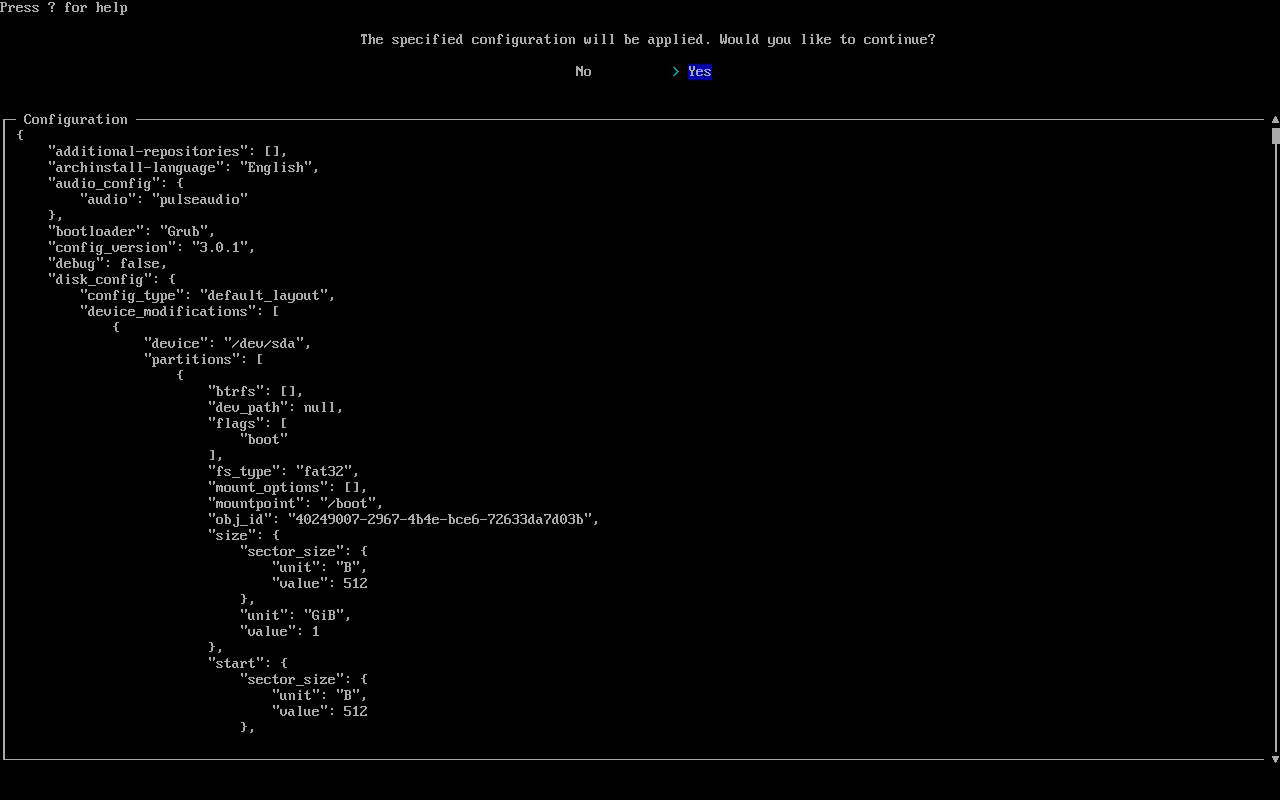
هذه صورة لإعدادات نص التثبيت archinstall الذي يسهّل تثبيت أرتش عبر خطوات مُرشدة مثل تقسيم القرص واختيار الحزم.

يوفّر الموقع الرسمي لتوزيعة أرتش لينكس  صور ISO يمكن حرقها على قرص سي دي أو على وحدة تخزين يو أس بي لاستخدامها في تثبيت النظام
يمكن تثبيت النظام بطريقتين:
- تثبيت يدوي: عبر اتباع التعليمات الموجودة في ويكي أرتش.

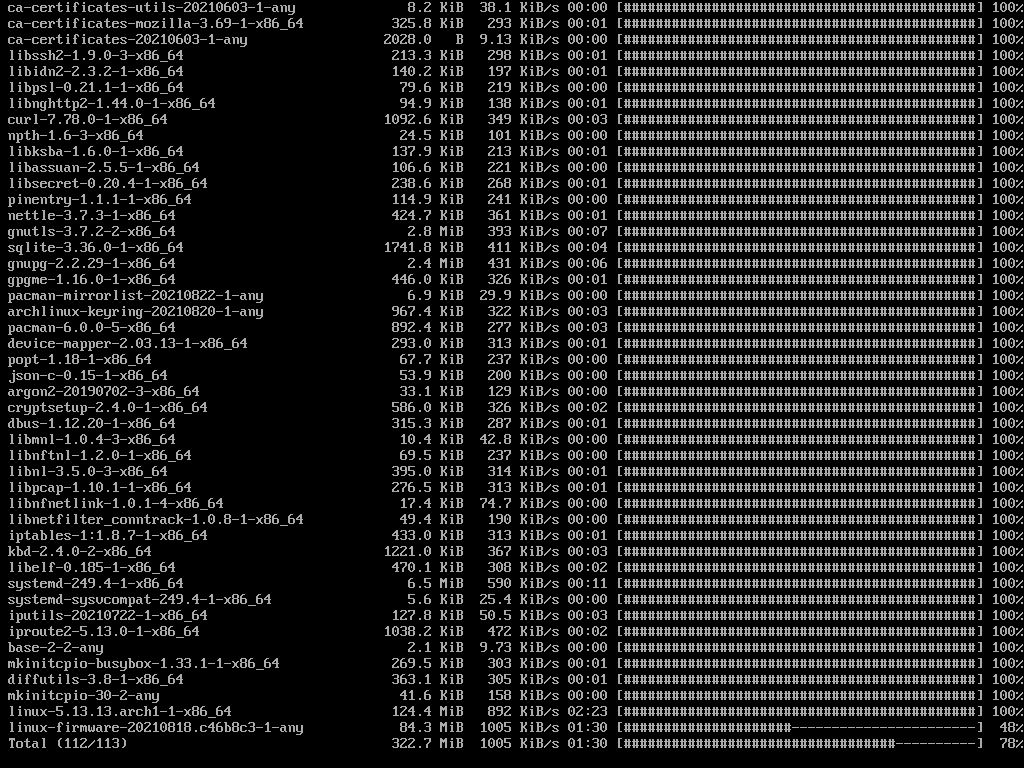
لقطة شاشة توضح استخدام أداة pacstrap أثناء تثبيت أرتش لينكس.

- تثبيت تلقائي: باستخدام أداة تثبيت آرتش الموجهة باسم archinstall، والذي يوفّر خطوات مبسطة لاختيار الإعدادات وتثبيت النظام.[34]لقطة شاشة توضح استخدام أداة pacstrap أثناء تثبيت أرتش لينكس.إضافةً إلى ذلك، تتوفّر أداة أخرى عبر سطر الأوامر مدمجة مع وسائط التثبيت تُسمى pacstrap، يمكن من خلالها تثبيت النظام الأساسي مباشرةً[35]

### تثبيت الحزم الإضافية
بعد تثبيت النظام الأساسي، يمكن تثبيت الحزم الإضافية (غير المشمولة افتراضيًا) بإحدى الطرق التالية:
- باستخدام باكمان
- عبر باكمان بعد تشغيل النظام الجديد، أو عبر الدخول إليه باستخدام تشروت
- أو من خلال تحديد الحزم مسبقًا أثناء استخدام نص archinstall[36]

### إعدادات ما بعد التثبيت
بناءً على نوع التثبيت، قد يحتاج المستخدم إلى تنفيذ إعدادات أساسية قبل أن يصبح النظام جاهزًا للاستخدام، مثل:
- تثبيت محمّل إقلاع[37]
- إعداد اسم المضيف[37]اداة نيوفيتش تعرض معلومات عن توزيعة ارتش لينكسضبط الاتصال بالشبكة[37]
- إعداد اللغة[37]

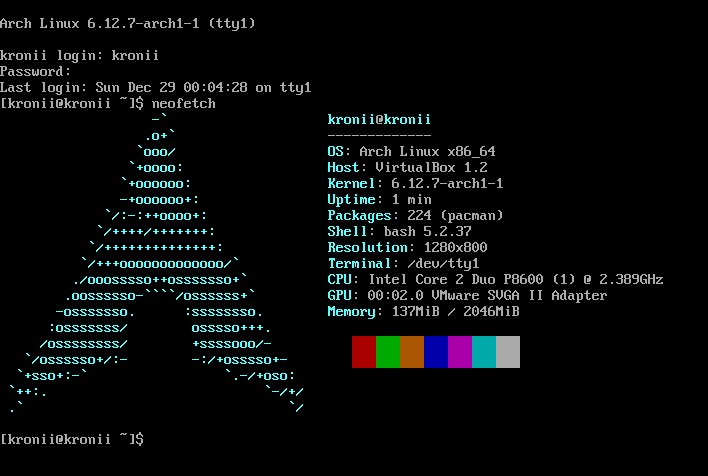
اداة نيوفيتش تعرض معلومات عن توزيعة ارتش لينكس

- تثبيت واجهة رسومية إن رغب المستخدم بذلك .[37]

## إدارة الحزم

### باكمان
جميع الحزم تدار باستخدام مدير الحزم باكمان، باكمان يتولى حذف، ترقية، وتثبيت الحزم وتبعياتها بطريقة تلقائية. يحصل آرتش لينكس على الحزم من شجرة حزم آرتش لينكس، ويتم تصنيفها على حسب المعمارية 32 بت أو 64 بت. ويعتمد آرتش لينكس على الحزم التي تحمل اللاحقة tar.gz، وtar.xz، بشكل مبدئي.

### مستودعات
- كور: أساسي، الذي يحتوي على جميع الحزم الأساسية التي يحتاجها النظام.
- اكسترا: اضافي، الذي يحتوي على حزم ليست أساسية للنظام مثل بيئات سطح المكتب والبرامج.
- اختباري، مستودع خاص بالحزم التي يتم ترشيحها لأن تكون أساسية، أو مستودعات إضافية. (يتم ترشيحها لتذهب إلى المستودع كور أو إلى المستودع اكسترا)
- المجتمع، الذي يحتوي على حزم بنيت ليتم التصويت عليها من قبل المجتمع: يتضمن الحزم التي أخذت أصواتا كافية، واعتمدت من قبل «مستخدم موثوق».
- مستودع المجتمع الاختباري، مثل المستودع الاختباري، لكنه فيه الحزم التي يتم ترشيحها لتذهب إلى مستودع «المجتمع».
- multilib، مستودع مركزي لمستخدمي معالجات x86_64، لسهولة أكبر في دعم تطبيقات 32 بت في بيئة 64 بت.

كان هناك مستودع غير مستقر، الغي في يوليو 2008 وتم توزيع أغلب حزمه على عدة مستودعات أخرى، بالإضافة لتلك المستودعات الرسمية، يوجد مستودعات غير رسمية. (تسمى مستودعات مستخدمي آرتش).

### المستودعات الأمنية
انتقد آرتش لينكس لعدم وجود نظام لتوقيع الحزم. ليتمكن باكمان خلال عملية التحميل والتثبيت من التحقق من صحة الحزم والبيانات الوصفية.ومن دون عملية التحقق والمصادقة على صحتها فإنه يمكن العبث بها، والتعديل عليها بأمور خبيثة تهدد سلامة النظام.

### نظام بناء آرتش
نظام بناء آرتش هو بناء الحزم من المصدر وتحزيمها للحصول على حزم ثنائية بطريقة تشبه نظام المنقولات، المتبع في أنظمة بي إس دي، ليتم تثبيتها عبر باكمان.

## توزيعات مبنية على أرتش لينكس
حافظ ويكي أرتش لينكس على قائمة محدثة بالتوزيعات المبنية على أرتش.
توجد عدة مشاريع تهدف إلى نقل أفكار وأدوات أرتش لينكس إلى نواة أنظمة تشغيل أخرى، من أبرزها:
- باك بي إس دي، المعروفة سابقًا باسم أرتش بي إس دي، والتي تعتمد على نواة فري بي إس دي.
- أرتش هيرد التي تعتمد على نواة جنُو هيرد.[43]

كما يوجد مشروع أرتش لينكس آرم، الذي يسعى إلى نقل أرتش لينكس إلى الأجهزة التي تستخدم معالجات معمارية آرم، مثل جهاز راسبيري باي . بالإضافة إلى ذلك، يُعد مشروع أرتش لينكس 32 استمرارًا لدعم الأنظمة التي تعمل بمعالجات 32-بت فقط، بعد أن توقّف المشروع الرئيسي لأرتش لينكس عن دعم هذه المعمارية في نوفمبر 2017. أما نظام ستيم أو إس 3.0، المستخدم في جهاز الألعاب ستيم ديك من شركة فالف، فهو مبني على توزيعة أرتش لينكس.

## إصدارات

### ترقيات مستمرة
مشابها لما معمول به في جنتو، وعلى عكس التوزيعات الرئيسية الأخرى مثل اوبنتو، وفيدورا، آرتش لينكس لايطلق إصداراته كل فترة أو في تواريخ محددة. ولكنه يعمل بنظام ترقيات مستمرة. طريقته في إدارة الحزم تسمح للمستخدمين بالمحافظة على نظام حديث بشكل مستمر، بدلاً من تشجيع المستخدمين على الانتقال بين الإصدارات المختلفة، إصدارات آرتش لينكس هي مجرد لقطات (تحديثات صغيرة الحجم) من مجموعة الحزم الحالية.
بدءاً من الإصدار 2009,02 أصبح الهدف تحقيق تناسق بين الإصدارات التالية وإصدارات النواة، من أجل توفير الدعم الأمثل للأجهزة، وهذا يعني إصدار جديد كل 3 أو 4 أشهر.
اعتباراً من مارس 2011، كان الإصدار 2010.05 هو أحدث إصدار، الذي صدر بتاريخ 17 مايو 2010.

### تاريخ الإصدارات
| لون  |               |
| ---- | ------------- |
| أصفر | إصدار قديم    |
| أخضر | إصدار حالي    |
| أزرق | إصدارات قادمة |

| إصدار   | الاسم الرمزي | تاريخ      | ملاحظات |
| ------- | ------------ | ---------- | --- |
| 0.1     | Homer        | 2002-03-11 | الإصدار الأول الذي بني من الصفر.                                                                                       |
| 0.2     | Vega         | 2002-04-17 | |
| 0.3     | Firefly      | 2002-08-07 | |
| 0.4     | Dragon       | 2002-12-18 | |
| 0.5     | Nova         | 2003-07-21 | دعم لكلاً من PAM, LVM, GRUB.                                                                                            |
| 0.6     | Widget       | 2004-03-01 | إضافة دعم لأنظمة الملفات JFS وXFS.                                                                                     |
| 0.7     | Wombat       | 2005-01-24 | |
| 0.8     | Voodoo       | 2007-03-31 | |
| 2007.05 | Duke         | 2007-05-17 | مدير الحزم باكمان الإصدار الثالث                                                                                       |
| 2007.08 | Don't Panic  | 2007-08-05 | |
| 2008.06 | Overlord     | 2008-06-24 | إتاحة صورة من التوزيعة لوضعها على فلاش ديسك.                                                                           |
| 2009.02 | 2009.02      | 2009-02-16 | تضمين AIF (وهو إطار تثبيت آرتش لينكس (مثبت آرتش لينكس)).                                                               |
| 2009.08 | 2009.08      | 2009-08-10 | مدير الحزم باكمان 3.3, استخدام مثبت آرتش الجديد "AIF", كشف أفضل للأجهزة أثناء عملية الإقلاع، أعداد أفضل للتاريخ/الوقت. |
| 2010.05 | 2010.05      | 2010-05-17 | |
| 2011.08 | 2011.08      | 2011-08-19 | |

## وصلات خارجية
- آرتش لينكس على موقع SourceForge (الإنجليزية)
- الموقع الرسمي
- صفحة آرتش على موقع Distrowatch